# Protocrea delicatula
Protocrea delicatula är en svampart som först beskrevs av Louis René Tulasne, och fick sitt nu gällande namn av Petch 1937. Protocrea delicatula ingår i släktet Protocrea och familjen Hypocreaceae.   Inga underarter finns listade i Catalogue of Life.
I den svenska databasen Dyntaxa används istället namnet Hypocrea delicatula för samma taxon.  Arten är reproducerande i Sverige.